# 呉龍国
呉 龍国（オ・ヨングク、朝鮮語: 오용국/吳龍國、1904年または1905年10月28日 - 没年不詳）は、日本統治時代の朝鮮および大韓民国の政治家。安徳面長、西帰面長、制憲韓国国会議員などを歴任した。

## 経歴
済州島南済州郡出身。済州公立農業学校、東京帝国大学法科卒。1924年に西帰面で養源私塾を設立したほか、西帰面会計、済州農会書記、安徳面長、西帰面長、蚕糸業経営者を歴任した。光復後は西帰面建国準備委員会委員長、西帰面孝敦水利組合長、南朝鮮過渡立法議院議員、制憲国会議員を務めた。無所属で国会議員当選後は民主国民党に入党し、憲法制定委員・交逓委員、反民族行為処罰法起草特別委員会委員を務めた。朝鮮戦争中の1950年7月18日、ソウルで北朝鮮に拉致された。平壌の陶磁器工場で労働させられていた中、炭鉱に異動させられるも、労働中に生じた口論が激化した末、班長を殺害したとして連行されたとされる。以降消息不明。1978年2月、故郷の西帰浦市新孝里で追慕碑が設立された。